# Мозес Мабіда (стадіон)
Стадіон імені Мозеса Мабіди (англ. Moses Mabhida Stadium, афр. Moses Mabhida-stadion) — новий стадіон в Дурбані, ПАР. Будівництво стадіону було розпочато в 2006 і завершено в 2009. Стадіон побудовано поряд з Кінгз Парк Стедіумом. Проект було розроблено німецьким архітектурним бюро GMP Architects. Арена вміщує 70 тис. глядачів. Під час проведення чемпіонату світу має назву «Дурбан»[джерело?] (англ. Durban Stadium.
Спочатку стадіон носив ім'я короля зулусів Шака, але під час будівництва був перейменований на честь колишнього генерального секретаря Південно-Африканської Комуністичної партії Мозеса Мабіди. 
Для підтримки даху через весь стадіон проведена велика арка, довжина якої 350 метрів, а висота 105 метрів. Арка важить 2600 тонн. На верхівці арки розташований оглядовий майданчик, куди відвідувачів буде доставляти спеціальний фунікулер.
На арені відбулися п'ять матчів першого етапу, один другого, один чвертьфінал і один півфінал.

## Галерея

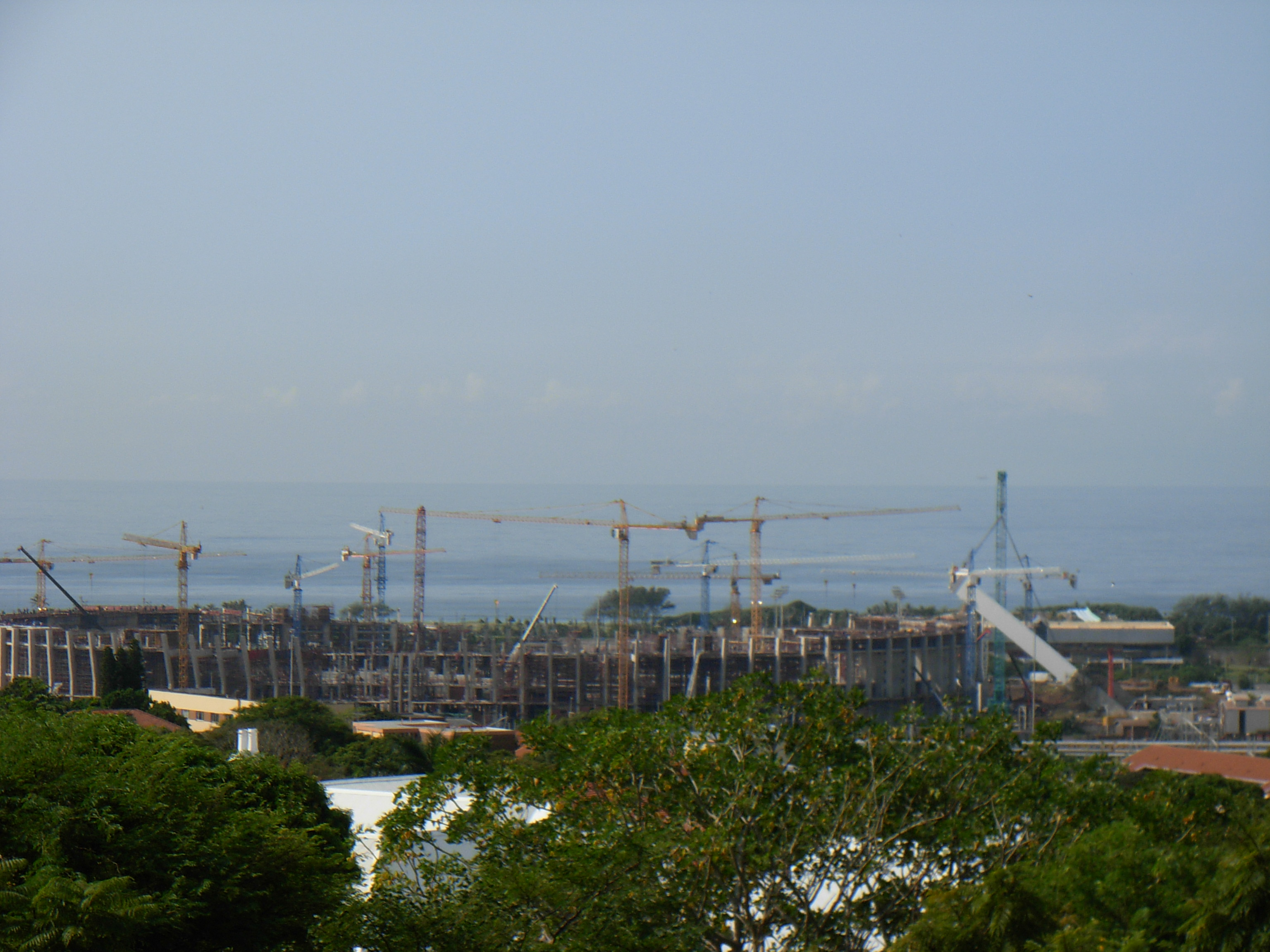
Будівництво стадіону в квітні 2008
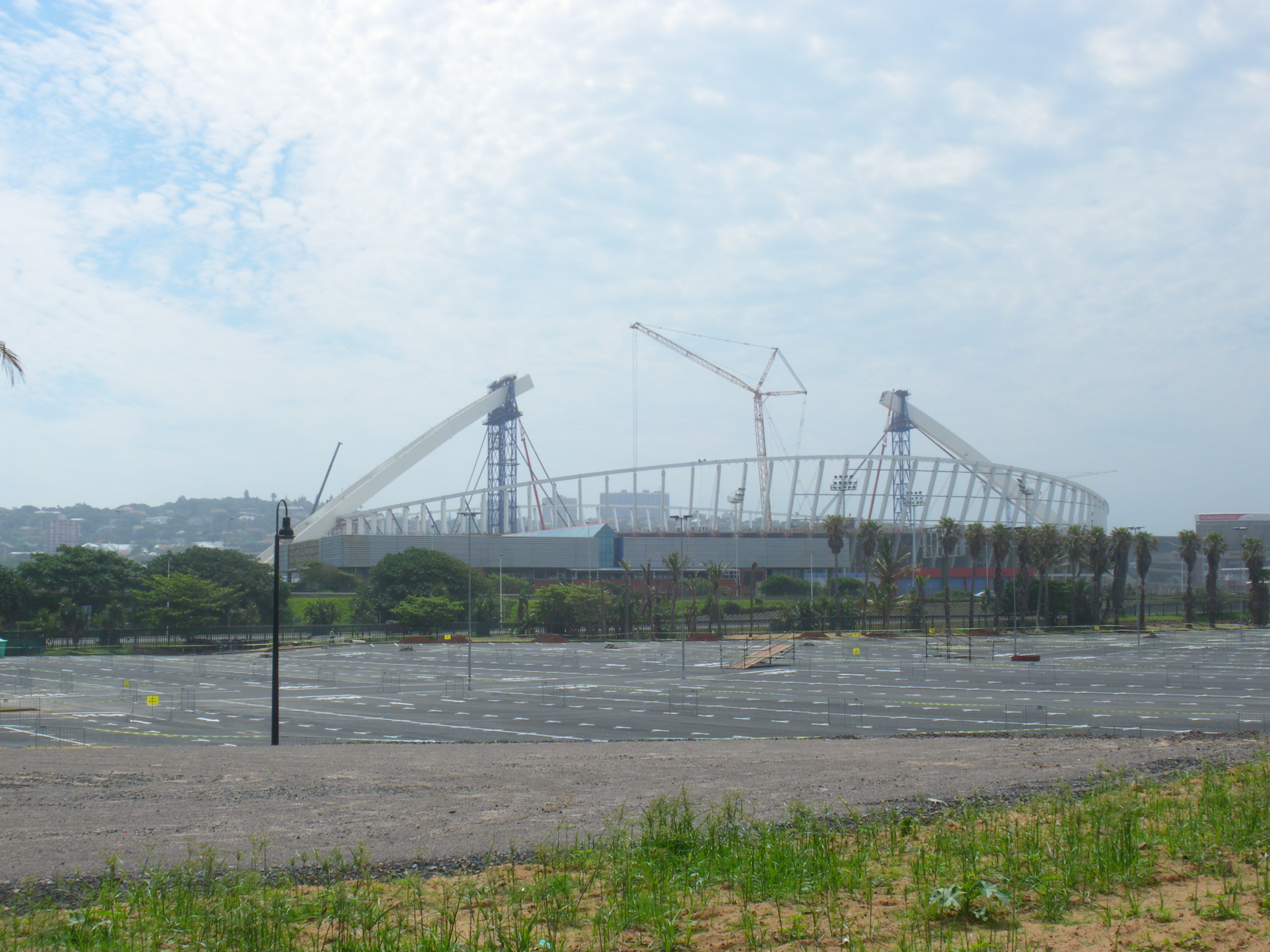
Будівництво арки в листопаді 2008